# Improphantes djazairi
Improphantes djazairi là một loài nhện trong họ Linyphiidae.
Loài này thuộc chi Improphantes. Improphantes djazairi được Robert Bosmans miêu tả năm 1985.